# Briana Williams
Briana Williams (Coral Springs, Estados Unidos, 21 de marzo de 2002) es una deportista jamaicana que compite en atletismo, especialista en las carreras de velocidad. Participó en los Juegos Olímpicos de Tokio 2020, obteniendo una medalla de oro en la prueba de 4 × 100 m.

## Palmarés internacional
| Juegos Olímpicos | Juegos Olímpicos | Juegos Olímpicos | Juegos Olímpicos |
| Año              | Lugar            | Medalla          | Prueba           |
| ---------------- | ---------------- | ---------------- | ---------------- |
| 2020             | Tokio (Japón)    | Medalla de oro   | 4 × 100 m        |